# Liste der Naturdenkmale in Reichenau (Landkreis Konstanz)
| Naturdenkmale | Anzahl |
| ------------- | ------ |
| FND           | 2      |
| END           | 5      |
| Gesamt        | 7      |

Die Liste der Naturdenkmale in Reichenau nennt die verordneten Naturdenkmale (ND) der im baden-württembergischen Landkreis Konstanz liegenden Gemeinde Reichenau. In Reichenau gibt es insgesamt sieben als Naturdenkmal geschützte Objekte, davon zwei flächenhafte Naturdenkmale (FND) und fünf Einzelgebilde-Naturdenkmale (END).
Stand: 1. November 2016.

## Flächenhafte Naturdenkmale (FND)
| Name                     | Bild | Kennung     | Einzelheiten | Position | Fläche Hektar | Datum         |
| ------------------------ | ---- | ----------- | ------------ | -------- | ------------- | ------------- |
| Lochwiese                | BW   | 83350660008 | Reichenau    | ⊙        | 0,9           | 15. Juni 1988 |
| Vorland Mutschellern     | BW   | 83350660007 | Reichenau    | ⊙        | 0,1           | 12. Sep. 1986 |
| Legende für Naturdenkmal |      |             |              |          |               |               |

## Einzelgebilde (END)
| Name                                   | Bild | Kennung     | Einzelheiten | Position | Fläche Hektar | Datum         |
| -------------------------------------- | ---- | ----------- | ------------ | -------- | ------------- | ------------- |
| Baumgruppe: 4 kanadische Pappeln       |      | 83350660006 | Reichenau    | ⊙        | 0,0           | 21. Dez. 1978 |
| Baumgruppe: 4 Rosskastanienbäume       |      | 83350660004 | Reichenau    | ⊙        | 0,0           | 21. Dez. 1978 |
| 1 alte Winterlinde, sog. Gerichtslinde |      | 83350660003 | Reichenau    | ⊙        | 0,0           | 21. Dez. 1978 |
| 1 Schwarzpappel                        | BW   | 83350660005 | Reichenau    | ⊙        | 0,0           | 21. Dez. 1978 |
| 1 Sommerlinde                          |      | 83350660002 | Reichenau    | ⊙        | 0,0           | 21. Dez. 1978 |
| Legende für Naturdenkmal               |      |             |              |          |               |               |